# Sarcófago de Laris Pulenas

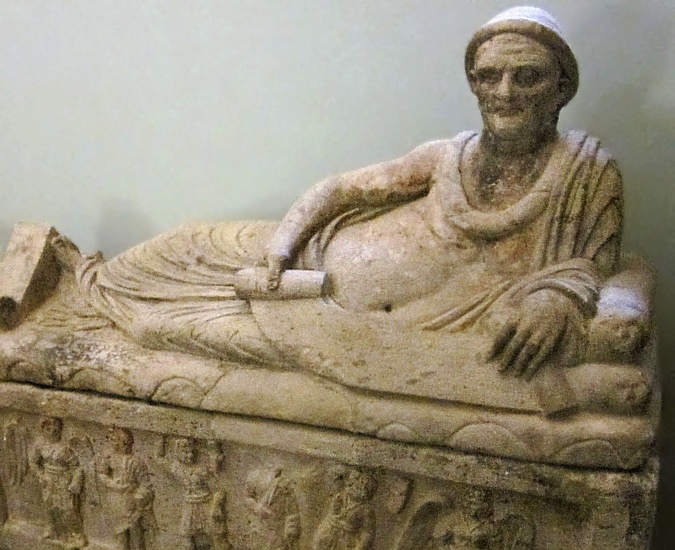
Sarcófago de Laris Pulenas de finales del a. C,

El sarcófago de Laris Pulenas o Laris Pulena es un artefacto etrusco de finales del siglo III a. C. que se encuentra en el Museo Arqueológico Nacional de Tarquinia. El sarcófago data del período helenístico o final del arte etrusco y es conocido por una larga inscripción en caracteres etruscos en un rollo tallado (llamado Rollo Pulenas o Rollo Pulena) que el difunto tiene entre sus manos. Es uno de los textos en etrusco más largos encontrados, por lo tanto, el sarcófago es uno de los hallazgos más importantes del período etrusco final.

## Descripción del sarcófago

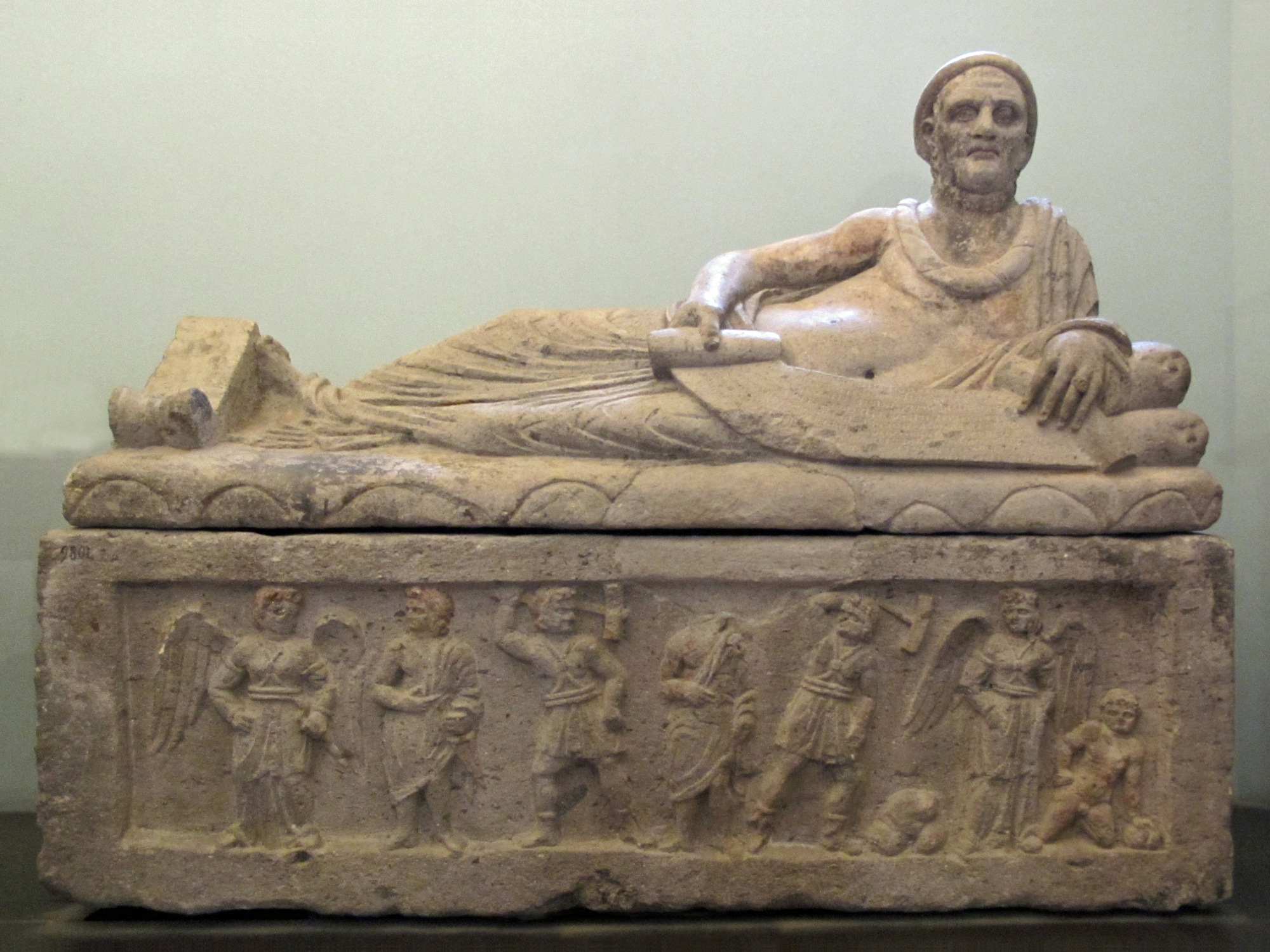
Vista frontal del sarcófago.

Con 1,98 m de largo, 62 cm de ancho y 63 cm de alto, el sarcófago está hecho de nenfro, una roca de toba blanda pero compacta que se usaba a menudo en el sur de Etruria. En la tapa se representa a un anciano recostado, descansando su brazo izquierdo sobre dos almohadas. Lleva el gorro semicircular distintivo entre etruscos y romanos del sacerdote adivino o arúspice. Su torso está desnudo, aunque un collar de tela pende sobre su pecho y hombros. Un amplio manto se arrolla alrededor de sus caderas y piernas y el sobrante cuelga sobre su hombro y brazo izquierdos. Su pie derecho descalzo sobresale por debajo del manto. El otro pie está cubierto porque Pulenas ha doblado la pierna izquierda, mientras que la derecha está casi recta.
Laris Pulenas tiene ante sí un texto parcialmente desplegado, que representa uno de los rollos de libros de lino en los que los textos se recogían en Etruria. Sostiene el comienzo del rollo con su mano izquierda, mientras que la parte que aún no ha sido desenrollada está en su mano derecha. Pulenas lleva un anillo en el dedo anular de su mano izquierda.

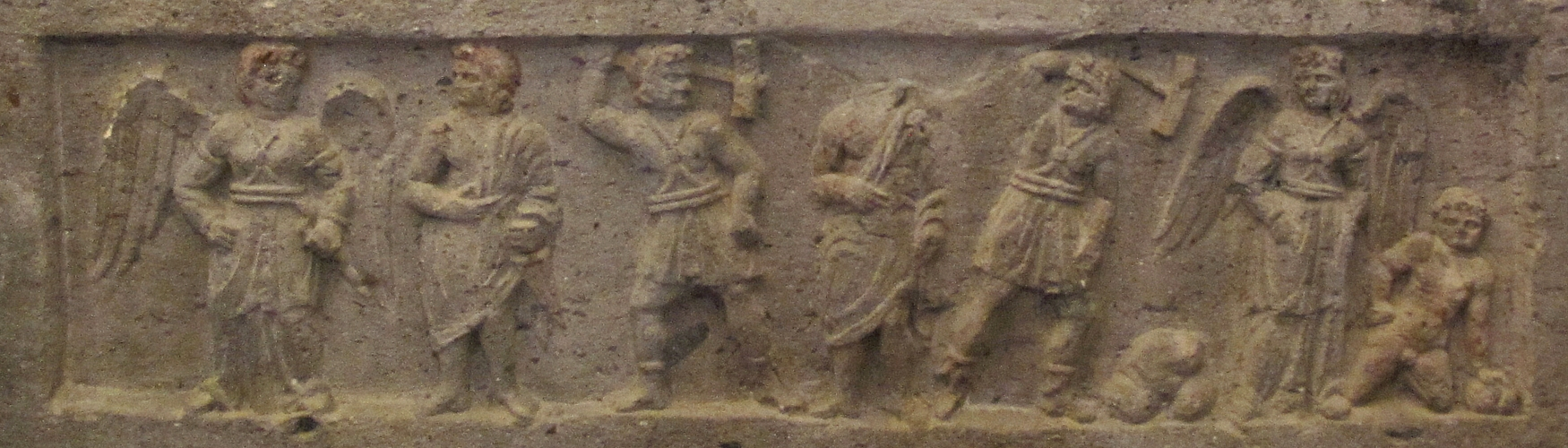
Relieve en el frente del sarcófago.

En el frente del sarcófago está tallado un medio relieve con figuras. En el centro, sin la cabeza rota por el paso del tiempo, aparece representado el propio difunto. A su izquierda y derecha hay mujeres aladas (Vanth) y hombres con martillos (charunes) que acompañaban al difunto al inframundo según las creencias etruscas. Este viaje al inframundo es un tema recurrente en sus relieves de sarcófagos y pinturas en tumbas. 
El sarcófago está datado entre 250 y 225 a. C. Según otra opinión, el sarcófago dataría de alrededor del 200 a. C. Originalmente policromado, aun se aprecian restos de pintura, especialmente en el frente.

## Inscripción del pergamino de Pulenas

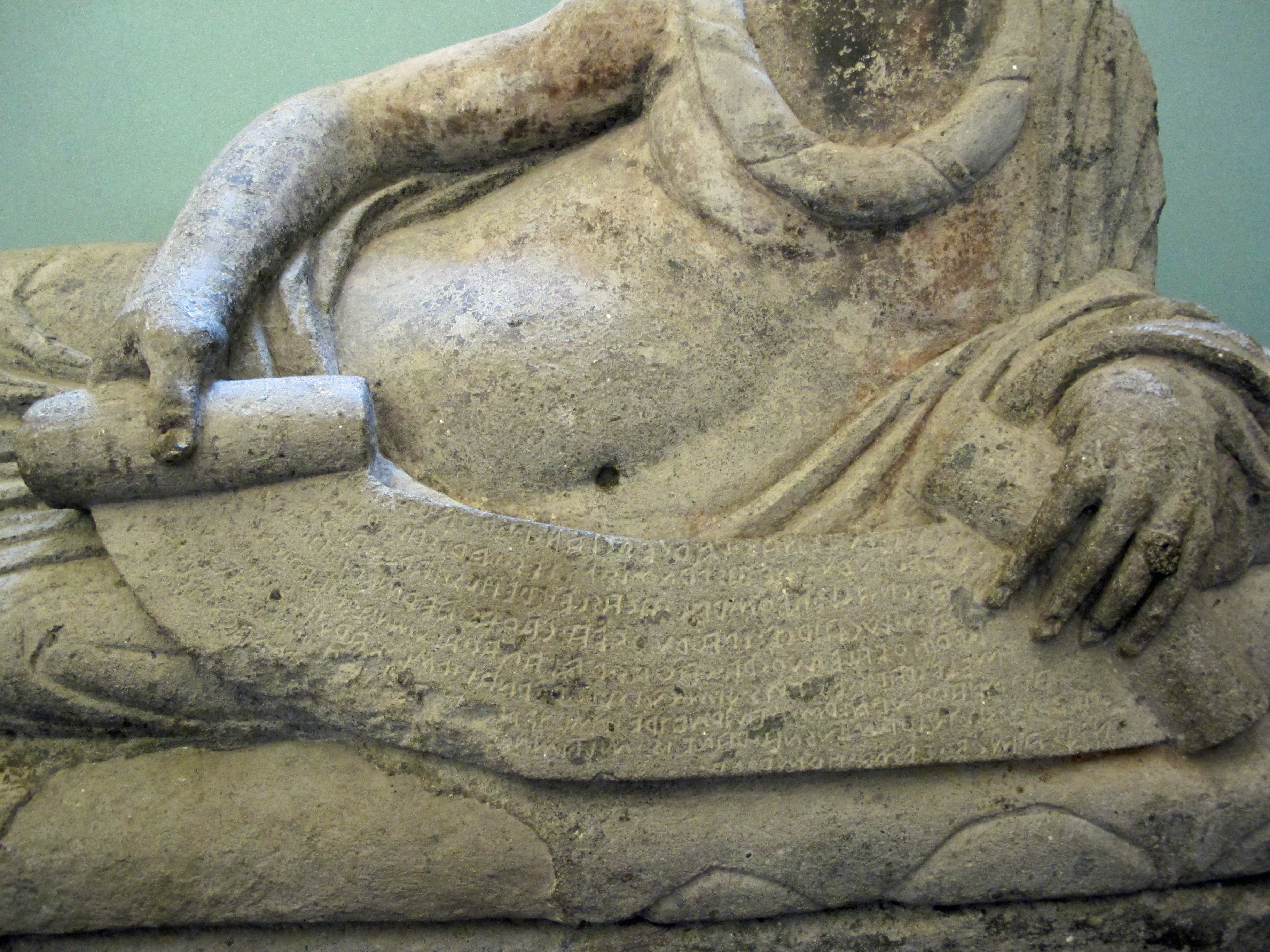
Rollo de Pulenas.

En el pergamino que el difunto tiene entre sus manos está grabado un texto, cuyas letras originalmente estaban pintadas de rojo, como se puede ver en los restos de pintura. El texto consta de 9 líneas con alrededor de 60 palabras, la mayoría de las cuales son fáciles de leer. El desciframiento de letras individuales es controvertido. En las líneas 7 y 8 falta una pequeña parte de la inscripción porque el borde delantero del rollo se ha roto en este punto. La inscripción está escrita en letras invertidas en espejo de derecha a izquierda de acuerdo con los hábitos de escritura etruscos:
La transcripción ahora reconocida del texto dice:
1. LRIS PULENAS LARCES CLAN LARTHAL PAPACS
2. VELTHURUS NEFTS PRUMTS PULES LARISAL CREICES
3. A CN · ZICH · NETHŚRAC · ACASCE · CREALS · TARCHNALTH · SPU
4. RENI · LUCAIRCE · IPA RUTHCVA · CATHAS · HERMERI · SLICACHEŚ
5. APRINTHVALE LUTHCVA CATHAS PACHANAC ALUMNATHE HERMU
6. MELECRATICCES PONE A CHIM CULSL LEPRNAL PŚL VARCHTI CERINE PUL
7. ALUMNATH PUL HERMU HUZRNATRE PŚL TEN… X XX… CI METHLUMT PUL
8. HERMU · THUTUITHI · MLUSNA · RANVIS · MLAMNA… MNATHURAS · PAR
9. NICH · AMCE · LEŚE · HRMRIER[1]

La mayoría de las palabras están separadas entre sí por un punto. Las excepciones son las secuencias de palabras IPA RUTHCVA en la línea 4 y APRINTHVALE LUTHCVA en la línea 5. AN CN no es seguro si es una palabra o dos. Después de una palabra al final de la línea, no hay ningún punto excepto para HERMU en la línea 5 y PUL en la línea 7. Las palabras SPU-RENI en la línea 3/4 y PAR-NICH en la línea 8/9 abarcan un salto de línea. Al principio, la letra A definitivamente falta en LRIS. Otras letras pueden faltar o estar mezcladas, p. Ej. B. en la última palabra HRMRIER, que a veces se lee como HERMERI.
Se nota que Pulenas sostiene el pergamino para que no sea él quien pueda leer el texto, sino el espectador del sarcófago que se pare frente a él. El texto probablemente sería legible para los presentes durante las ceremonias fúnebres a los antepasados que pueden haber tenido lugar con regularidad o al menos cuando otros miembros de la familia fueron enterrados en la tumba.

## Interpretación del texto
Las dos primeras líneas de la inscripción enumeran los antepasados del difunto: Laris Pulenas, hijo (CLAN) de Larce (genitivo LARCES). El nomen PULENAS también podría referirse al padre, como es el caso de numerosas inscripciones. Entonces PULENAS sería genitivo y el nombre del fallecido sería Laris Pulena. La línea introductoria luego diría: "Laris, hijo de Larce Pulena".
Además, Laris Pulenas era nieto (PAPACS) de Larth (genitivo LARTHAL), nieto (NEFTS) de Velthur (genitivo VELTHURUS) y bisnieto (PRUMTS) de Laris Pule Creice (genitivo PULES LARISAL CREICES). Quizás los etruscos distinguieran a los abuelos maternos y paternos por las designaciones PAPCS y NEFTS. Además del apellido PULE, el bisabuelo también lleva el apellido (cognomen) CREICE, que indica un origen o ascendencia griega. Podría ser Polles (en etrusco, Pule), un vidente griego que vivió alrededor del 400 a. C. y se instaló en Cerveteri (la Cisra etrusca). El uso de nombres personales griegos como nomen está documentado epigráficamente.
Laris Pulenas aparentemente había escrito un libro importante sobre el arte de la profecía ya que este se menciona directamente: Él (AN) hizo (ACASCE) este libro (CN ZICH) a través de los auspicios (NETHŚRAC). Quizás este libro aluda al propio rollo que Pulenas tiene en sus manos y presenta con orgullo al espectador. El contenido de los auspicios se encontraría en la parte aún no desenrollada.
La inscripción a continuación enumera los cargos y méritos del fallecido, quien aparentemente era una figura importante. Hasta ahora, el contenido exacto solo se puede reproducir en partes. Parece que Pulenas desempeñó un alto cargo público (CREALS) en su ciudad natal Tarquinia (locativo TARCHNALTH) (LUCAIRCE). Si el verbo LUCAIRCE tiene la misma raíz que LAUCHUME (lat. Lucumo, o sea Rey, gobernante), Pulenas también podría haber gobernado Tarquinia. SPURENI es una forma acusativa de SPUR (ciudad) y se usa para enfatizar.
Pulenas fue, si es correcta la lectura de la línea 4, responsable de los ritos (¿RUTHCVA?) de la deidad Catha (genitivo CATHAS) y quizás de Hermes (¿HERMERI?). Catha o Cavtha es una deidad solar y es probable que sea la hija del dios del sol Usil, ya que se la conoce como la hija del sol en las inscripciones etruscas. Slicache (genitivo SLICACHEŚ) podría ser un epíteto de esta deidad, que la caracteriza más.
Pulenas también puede haberse dedicado al culto de los antepasados y haber celebrado ceremonias para los difuntos, ya que APRINTHVALE en la línea 5 parece ser un título sacerdotal que podría estar relacionado con APA (padre). Luego, la deidad Catha recibe el nombre junto con Pacha (PACHANAC), el dios etrusco del vino y la embriaguez, llamado Baco por los romanos. Catha y Pacha también están asociados entre sí en otras inscripciones.
La línea 6 aparentemente describe actos de culto para Culsu (genitivo CULSL), una deidad femenina del inframundo que aparece en las pinturas de las tumbas como la guardiana de la entrada al inframundo. CUL significa puerta en etrusco. Leprina (genitivo LEPRINAL) podría ser un epíteto de Culsu a la que Pulenas probablemente ofrecía una libación regular (libación) de un vaso sagrado (PUTS).
En las líneas 6 y 7 hay combinaciones de palabras con el prefijo o sufijo PUL, que incluye PUL ALUMNATH, PUL HERMU y METHLUMT PUL. Este último parece tener el significado de en este distrito o para este distrito. Quizás aquí se enumeran lugares donde Pulenas realizaba rituales sagrados obligatorios entre los aprendices (¿HUZRNATE?). Al menos METHMLUMT es casi con certeza un locativo de METHLUM (distrito). El CI delante de él a veces se lee como el número etrusco para tres, pero también podría ser el final de una palabra más larga.
La palabra fragmento en la línea 8 se puede agregar a ALUMNATHURAS. Es un nombre colectivo que puede referirse a una hermandad. AMCE en la línea 9, como LUCAIRCE y ACASCE, es un verbo en tercera persona en pretérito perfecto simple. AMCE se refiere a PARNICH, que corresponde al servicio en la magistratura o sacerdocio. Pulenas aparentemente ocupó otro cargo secular o sagrado que debería mencionarse.
Aunque se puede entender la idea general, los términos técnicos para el sacerdocio, las funciones y las ceremonias, y su orden, significado y ubicación no están claros. Se pueden reconocer los nombres de tres deidades: Catha, Pacha y Culsu. A veces se piensa que la cuarta deidad es Hermes, pero las palabras HERMU, HERMERI y HRMRIER no necesitan referirse al dios, incluso si originalmente estaban asociadas con Hermes. Parece más probable que estas palabras se refieran a un lugar, quizás a un santuario.

## Descubrimiento del sarcófago
El 12 de noviembre de 1878 se descubre la tumba de varias cámaras de la familia Pulenas en la necrópolis Monterozzi de Tarquinia. La tumba familiar contenía un total de 21 sarcófagos, tres de los cuales ahora se exhiben en el Museo Arqueológico Nacional de Tarquinia, incluido el de Laris Pulenas y el de su hijo Velthur. El tercer sarcófago expuesto no ha podido asignarse a ninguna persona concreta. El descubridor de la tumba fue el entonces alcalde de Cometo, Luigi Dasti, quien también estaba involucrado en la investigación de la antigüedad. Se han conservado rayas rojas con decoraciones pintadas en sus techos y paredes.

## Genealogía de los Pulenas
La genealogía de la familia Pulenas se puede reconstruir parcialmente a partir de las inscripciones grabadas en los sarcófagos. Además de sus antepasados directos, Laris Pulenas pudo haber tenido un tío paterno llamado Larth. Estaba casado con Thanchvil Acnatrui, con quien tuvo dos hijos, Velthur y Vel.
|           |           |           |           | Laris Pule Creice |           |  |  |                 |                 |                 |                 |                 |                 |  |  |                    |                    |                    |                    |                    |                    |  |  |  |  |  |  |  |  |  |  |  |  |
|           |           |           |           |                   |           |  |  |                 |                 |                 |                 |                 |                 |  |  |                    |                    |                    |                    |                    |                    |  |  |  |  |  |  |  |  |  |  |  |  |
|           |           |           |           | Velthur Pulenas   |           |  |  |                 |                 |                 |                 |                 |                 |  |  |                    |                    |                    |                    |                    |                    |  |  |  |  |  |  |  |  |  |  |  |  |
|           |           |           |           |                   |           |  |  |                 |                 |                 |                 |                 |                 |  |  |                    |                    |                    |                    |                    |                    |  |  |  |  |  |  |  |  |  |  |  |  |
|           |           |           |           |                   |           |  |  |                 |                 |                 |                 |                 |                 |  |  |                    |                    |                    |                    |                    |                    |  |  |  |  |  |  |  |  |  |  |  |  |
| Larth (?) | Larth (?) | Larth (?) | Larth (?) | Larth (?)         | Larth (?) |  |  | Larce Pulenas   | Larce Pulenas   | Larce Pulenas   | Larce Pulenas   | Larce Pulenas   | Larce Pulenas   |  |  |                    |                    |                    |                    |                    |                    |  |  |  |  |  |  |  |  |  |  |  |  |
| Larth (?) | Larth (?) | Larth (?) | Larth (?) | Larth (?)         | Larth (?) |  |  | Larce Pulenas   | Larce Pulenas   | Larce Pulenas   | Larce Pulenas   | Larce Pulenas   | Larce Pulenas   |  |  |                    |                    |                    |                    |                    |                    |  |  |  |  |  |  |  |  |  |  |  |  |
|           |           |           |           |                   |           |  |  | Laris Pulenas   | Laris Pulenas   | Laris Pulenas   | Laris Pulenas   | Laris Pulenas   | Laris Pulenas   |  |  | Thanchvil Acnatrui | Thanchvil Acnatrui | Thanchvil Acnatrui | Thanchvil Acnatrui | Thanchvil Acnatrui | Thanchvil Acnatrui |  |  |  |  |  |  |  |  |  |  |  |  |
|           |           |           |           |                   |           |  |  | Laris Pulenas   | Laris Pulenas   | Laris Pulenas   | Laris Pulenas   | Laris Pulenas   | Laris Pulenas   |  |  | Thanchvil Acnatrui | Thanchvil Acnatrui | Thanchvil Acnatrui | Thanchvil Acnatrui | Thanchvil Acnatrui | Thanchvil Acnatrui |  |  |  |  |  |  |  |  |  |  |  |  |
|           |           |           |           |                   |           |  |  |                 |                 |                 |                 |                 |                 |  |  |                    |                    |                    |                    |                    |                    |  |  |  |  |  |  |  |  |  |  |  |  |
|           |           |           |           |                   |           |  |  |                 |                 |                 |                 |                 |                 |  |  |                    |                    |                    |                    |                    |                    |  |  |  |  |  |  |  |  |  |  |  |  |
|           |           |           |           |                   |           |  |  | Velthur Pulenas | Velthur Pulenas | Velthur Pulenas | Velthur Pulenas | Velthur Pulenas | Velthur Pulenas |  |  | Vel                | Vel                | Vel                | Vel                | Vel                | Vel                |  |  |  |  |  |  |  |  |  |  |  |  |

Quizás los antepasados de Laris Pulenas antes mencionados ya estaban activos como sacerdotes y Pulenas heredó sus cargos. Esta tradición de familias sacerdotales dedicadas de generación en generación a ciertos cultos, santuarios u oráculos era habitual entre los pueblos antiguos y duraba siglos. Bajo el emperador romano Marco Aurelio, Polieno Auspex, tal vez un descendiente de los Pulenas, llegó al consulado. Su cognomen Auspex sugiere que estaba familiarizado con la interpretación del vuelo de las aves (auspicio).

## Antecedentes culturales e históricos

Territorio y área de influencia etrusca.

Tarquinia (la etrusca Tarchna), la ciudad natal de la familia Pulenas, era a finales del siglo V a. C. la ciudad más poderosa de Etruria. A principios del siglo IV a. C. se produjeron los primeros conflictos armados con Roma y las primeras cesiones territoriales. Después de más luchas y derrotas para Tarquinia a mediados del siglo IV a. C. finalmente se firmó una tregua de cuarenta años, que al parecer se cumplió estrictamente. Otras guerras sucedieron en 311 a. C.  lo que 30 años después resultó en la derrota definitiva de Tarquinia y provocó nuevas pérdidas de territorio. Tarquinia dependía de Roma, pero aún disfrutaba de independencia comunitaria y cultural. La aristocracia conservó su influencia y prosperidad, como lo demuestra la tumba de la familia Pulenas con sus preciosos sarcófagos.

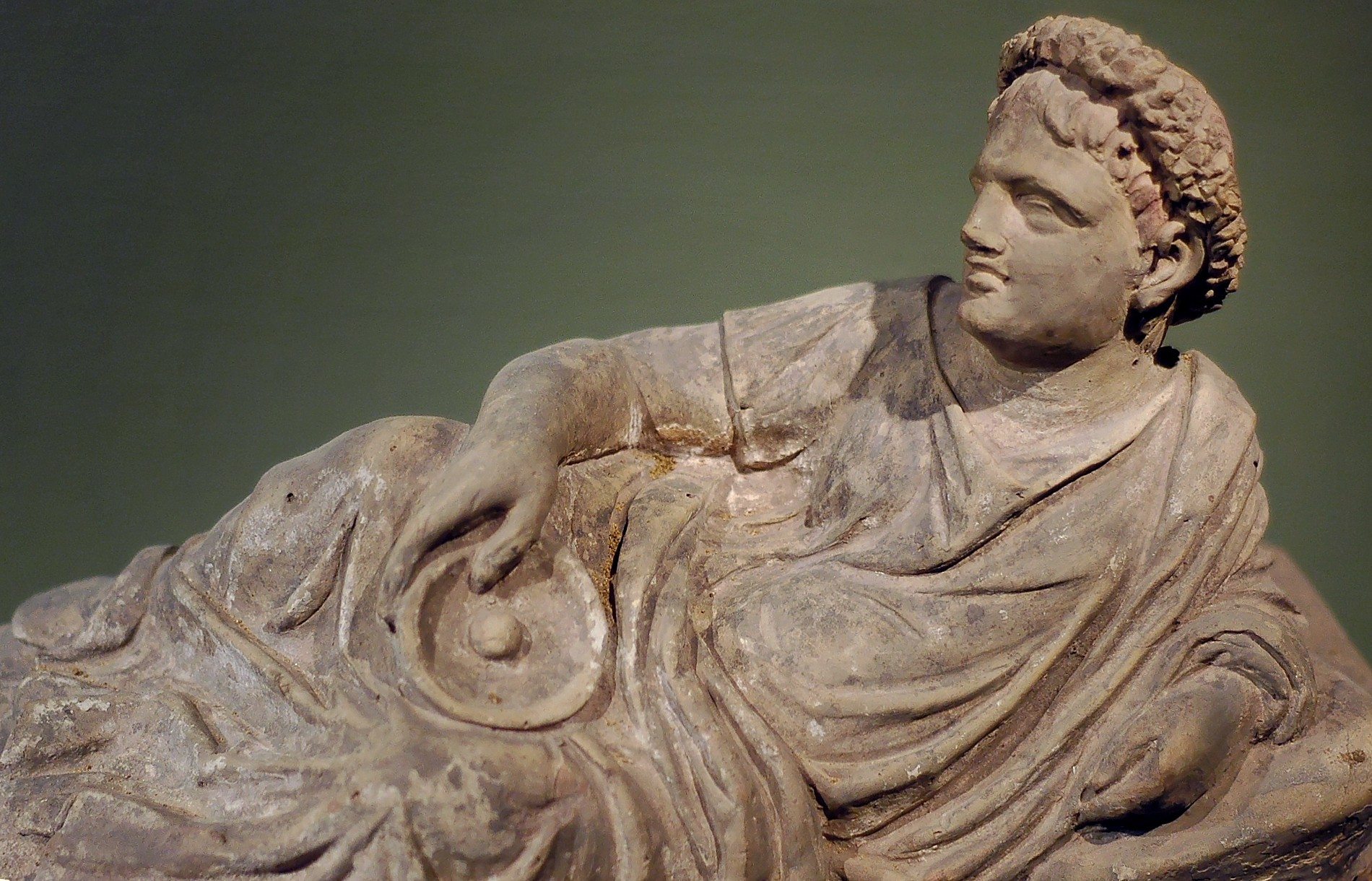
Figura de un sarcófago atrusco con cuenco omphalos.

Es inusual en el sarcófago de Laris Pulenas que el difunto no porte la común pátera (cuenco omphalos) en sus manos, sino un pergamino donde se enumeran los ancestros, títulos y méritos. Aquí, los signos de la tradición religiosa y el poder sacerdotal se muestran de una manera completamente nueva. La inscripción es notable de varias maneras: además de los padres, que tradicionalmente se mencionan en las inscripciones, el texto nombra a otros antepasados, incluido el bisabuelo. Posteriormente, los cargos y funciones se enumeran con gran detalle. Laris Pulenas incluso sirvió como sacerdote de varias deidades en varios santuarios. En este sentido, el sarcófago es también un ejemplo destacado de la autoimagen y autorretrato de un destacado sacerdote etrusco.
La mezcla de cargo político y función religiosa, tradición y legado también se conoce en Roma, pero no en esta abundancia de cargos durante la vida y representación externa después de la muerte. Es posible que este sistema religioso jerárquico, que estableció y transmitió sus elaborados rituales por escrito, contribuyó a mantener el orden social aristocrático en las ciudades etruscas. Al parecer, Roma concedió a las ciudades aliadas del sur de Etruria un cierto grado de autonomía en el ejercicio de sus tradiciones administrativas y religiosas. Sin embargo, la romanización gradual significó que 200 años más tarde la cultura y el idioma etruscos habían desaparecido totalmente.
En el rollo de Pulenas se menciona a Pacha, el dios etrusco del vino y la embriaguez. Se puede suponer que el mismo Pulenas fue sacerdote de Pacha y llevó a cabo los actos de culto correspondientes. El culto a Baco estuvo muy extendido en Italia desde el siglo III al I antes de Cristo. El culto también tuvo numerosos seguidores en Roma. Las bacanales ejercían un atractivo particular, que según la tradición conducía al desenfreno alcohólico y sexual. Los romanos consideraron el culto a Baco como una plaga que emanaba de Etruria y lo suprimieron en 186 a. C. violentamente (Escándalo de las bacanales), porque vieron en él un peligro para la comunidad.